# Rallye Monte-Carlo

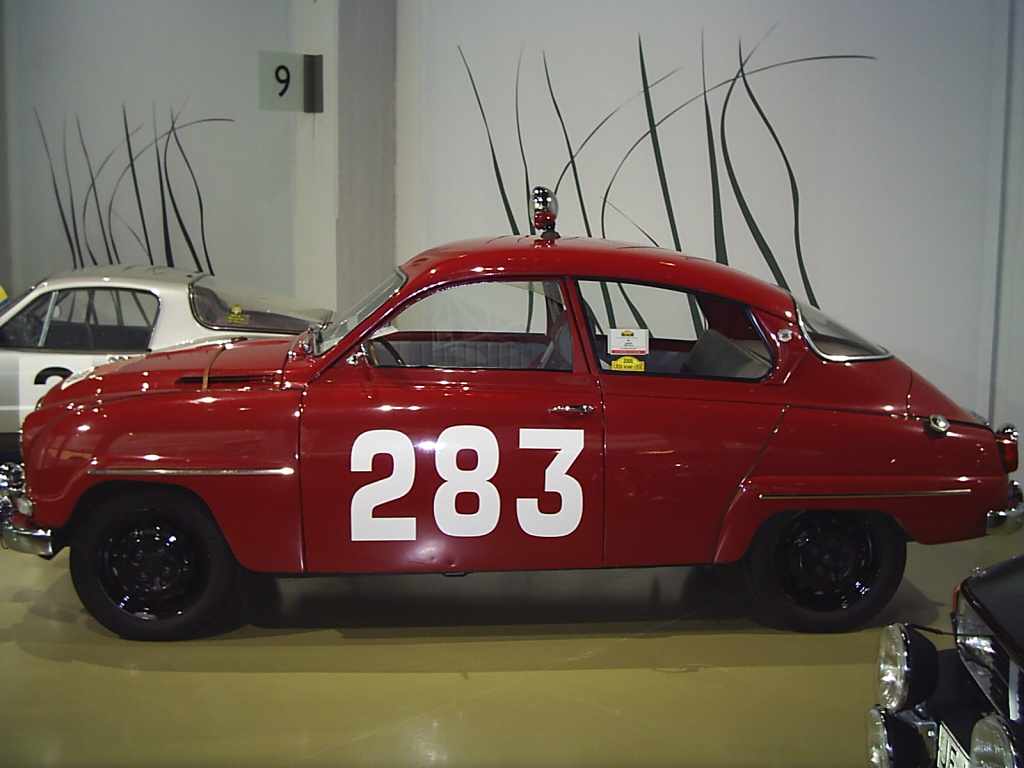
Kopia av den SAAB, 1963 års modell, Som "Erik Carlsson på taket" vann Monte Carlo-rallyt med 1963.

Rallye Monte-Carlo är en deltävling i Rally-VM (WRC) med bas i Monaco.
Rallyt har anordnats sedan 1911 av Automobile Club de Monaco och är världens äldsta rally.
De första åren startade de tävlande från olika platser och körde mot Monaco – bland annat startade 1932 ett antal bilar från Umeå. Numera avgörs tävlingen med specialsträckor i bergen kring Monaco.

## Vinnare
(lista enligt förare / kartläsare och fordon)
- 1911 - Henri Rougier - (Turcat-Méry)
- 1912 - Jules Beutler - (Berliet)
- 1924 - Jacques Edouard Ledure - (Bignan)
- 1925 - François Repusseau - (Renault)
- 1926 - Victor A. Bruce - (Autocarrier)
- 1927 - Lefebvre/Despaux - (Amilcar)
- 1928 - Jacques Bignan - (Fiat)
- 1929 - Sprenger van Euk - (Graham-Paige)

### 1930-1949
- 1930 - Hector Petit - (La Licorne)
- 1931 - Donald Healey - (Invicta S-type)
- 1932 - M Vaselle/ - (Hotchkiss) + G. de Lavelette/C. de Cortanze - (Peugeot)
- 1933 - M Vaselle - (Hotchkiss)
- 1934 - Gas/Trevoux - (Hotchkiss)
- 1935 - Christian Lahaye / R. Quatresous - (Renault)
- 1936 - L. Samfirescu / P.G. Cristea - (Ford)
- 1937 - René Lebègue / Julio Quinlin - (Delahaye 135)
- 1938 - G. Baker Schut/Karelton - (Ford)
- 1939 - Jean Trevoux / Marcel Lesurque- (Hotchkiss)
- 1949 - Jean Trevoux / Marcel Lesurque - (Hotchkiss)

### 1950-1969
- 1950 - Marcel Becquart / H. Secret- (Hotchkiss)
- 1951 - Jean Trevoux / Roger Crovetto- (Delahaye)
- 1952 - Sydney Allard / George Warburton - (Allard P1) 
  - 1952 - Coupe des Dames - Greta Molander/? - (Saab 92)
- 1953 - Maurice Gatsonides / Peter Worledge - (Ford Zephyr)
- 1954 - Louis Chiron / Ciro Basadonna - (Lancia Aurelia GT)
- 1955 - Per Malling / Gunnar Fadum - (Sunbeam Talbot)
- 1956 - Ronnie Adams/Frank Biggar - (Jaguar Mk VII)
- 1957 - Inställt
- 1958 - Guy Monraisse/Jacques Feret - (Renault)
- 1959 - Paul Coltelloni / Pierre Alexandre - (Citroën ID)
- 1960 - Walter Schock / Rolf Moll - (Mercedes 220SE)
- 1961 - Maurice Martin / Roger Bateau - (Panhard PL17)
- 1962 - Erik Carlsson / Gunnar Häggbom - (Saab 96 #303)

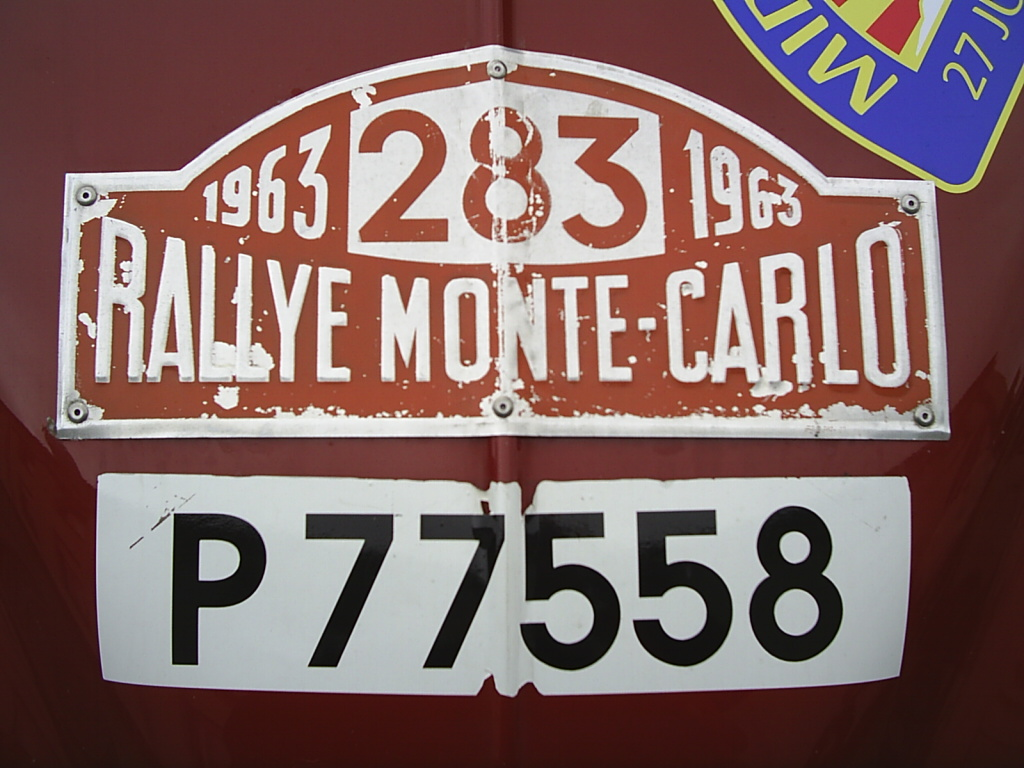
Dekal på den Saab som Erik Carlsson vann med 1963

- 1963 - Erik Carlsson / Gunnar Palm - (Saab 96 #283
- 1964 - Paddy Hopkirk / Henry Liddon - (Mini Cooper S)
- 1965 - Timo Mäkinen / Paul Easter - (Mini Cooper S)
  - 1965 - Coup des Dames - Pat Moss / Ann Wisdom - (Saab 96)
- 1966 - Pauli Toivonen / Ensio Mikander - (Citroën ID)
- 1967 - Rauno Aaltonen / Henry Liddon - (Mini Cooper S)
- 1968 - Vic Elford / David Stone - (Porsche 911T)
- 1969 - Björn Waldegård / Lars Helmer - (Porsche 911S)

### 1970-1989
- 1970 - Björn Waldegård/Lars Helmer - (Porsche 911S)
- 1971 - Ove Andersson/David Stone - (Alpine A110)
- 1972 - Sandro Munari/Mario Manucci - (Lancia Fulvia 1.6HF)
- 1973 - Jean-Claude Andruet/Michele Petit ("Biche") - (Alpine A110)
- 1974 - Inställt
- 1975 - Sandro Munari/Mario Manucci - (Lancia Stratos HF)
- 1976 - Sandro Munari/Mario Manucci - (Lancia Stratos HF)
- 1977 - Sandro Munari/Silvio Maiga - (Lancia Stratos HF)
- 1978 - Jean-Pierre Nicolas/Vincent Laverne - (Porsche 911 Carrera)
- 1979 - Bernard Darniche/Alain Mahe - (Lancia Stratos HF)
- 1980 - Walter Röhrl/Christian Geistdorfer - (Fiat 131 Abarth)
- 1981 - Jean Ragnotti/Jean-Marc Andrie - (Renault 5 Turbo)
- 1982 - Walter Röhrl/Christian Geistdorfer - (Opel Ascona 400)
- 1983 - Walter Röhrl/Christian Geistdorfer - (Lancia Rally 037)
- 1984 - Walter Röhrl/Christian Geistdorfer - (Audi Quattro)
- 1985 - Ari Vatanen/Terry Harryman - (Peugeot 205 Turbo 16)
- 1986 - Henri Toivonen/Sergio Cresto - (Lancia Delta S4)
- 1987 - Miki Biasion/Tiziano Siviero - (Lancia Delta HF 4x4)
- 1988 - Bruno Saby/Jean-Franþois Fauchille - (Lancia Delta HF 4x4)
- 1989 - Miki Biasion/Tiziano Siviero - (Lancia Delta HF Integrale)

### 1990-2009
- 1990 - Didier Auriol/Bernard Occelli - (Lancia Delta HF Integrale)
- 1991 - Carlos Sainz/Luis Moya - (Toyota Celica GT4)
- 1992 - Didier Auriol/Bernard Occelli - (Lancia Delta Integrale HF)
- 1993 - Didier Auriol/Bernard Occelli - (Toyota Celica Turbo 4WD)
- 1994 - Francois Delecour/Daniel Grataloup - (Ford Escort RS Cosworth)
- 1995 - Carlos Sainz/Luis Moya - (Subaru Impreza 555)
- 1996 - Patrick Bernardini/Bernard Occelli - (Ford Escort RS Cosworth)
- 1997 - Piero Liatti/Fabrizia Pons - (Subaru Impreza WRC97)
- 1998 - Carlos Sainz/Luis Moya - (Toyota Corolla WRC)
- 1999 - Tommi Mäkinen/Risto Mannisenmäki - (Mitsubishi Lancer Evo)
- 2000 - Tommi Mäkinen/Risto Mannisenmäki - (Mitsubishi Lancer Evo)
- 2001 - Tommi Mäkinen/Risto Mannisenmäki - (Mitsubishi Lancer Evo)
- 2002 - Tommi Mäkinen/Risto Mannisenmäki - (Subaru Impreza WRC)
- 2003 - Sébastien Loeb/Daniel Elena - (Citroën Xsara WRC)
- 2004 - Sébastien Loeb/Daniel Elena - (Citroën Xsara WRC)
- 2005 - Sébastien Loeb/Daniel Elena - (Citroën Xsara WRC)
- 2006 - Marcus Grönholm/Timo Rautiainen - (Ford Focus)
- 2007 - Sébastien Loeb/Daniel Elena - (Citroën C4 WRC)
- 2008 - Sébastien Loeb/Daniel Elena - (Citroën C4 WRC)
- 2009 - Sébastien Ogier/Julien Ingrassia - (Peugeot 207 S2000)

### 2010-
- 2010 - Mikko Hirvonen/Jarmo Lehtinen - (Ford Fiesta S2000)
- 2011 - Xavier Panseri/Bryan Bouffier - (Peugeot 207 S2000)
- 2012 - Sébastien Loeb/Daniel Elena - (Citroën DS3 WRC)
- 2013 - Sébastien Loeb/Daniel Elena - (Citroën DS3 WRC)
- 2014 - Sébastien Ogier/Julien Ingrassia - (Volkswagen Polo R WRC)
- 2015 - Sébastien Ogier/Julien Ingrassia - (Volkswagen Polo R WRC)
- 2016 - Sébastien Ogier/Julien Ingrassia - (Volkswagen Polo R WRC)
- 2017 - Sébastien Ogier/Julien Ingrassia - (Ford Fiesta WRC)
- 2018 - Sébastien Ogier/Julien Ingrassia - (Ford Fiesta WRC)[5]
- 2019 - Sébastien Ogier/Julien Ingrassia - (Citroën C3 WRC)
- 2020 - Thierry Neuville/Nicolas Gilsoul - (Hyundai i20 WRC)
- 2021 - Sébastien Ogier/Julien Ingrassia - (Toyota Yaris WRC)
- 2022 - Sébastien Loeb/Isabelle Galmiche - (Ford Puma Rally1)
- 2023 - Sébastien Ogier/Vincent Landais - (Toyota GR Yaris Rally1)
- 2024 - Thierry Neuville/Martijn Wydaeghe - (Hyundai i20 N Rally1)
- 2025 - Sébastien Ogier/Vincent Landais - (Toyota GR Yaris Rally1)[6]